# Saboteur II: Avenging Angel
Saboteur II: Avenging Angel es un juego de acción con elementos de aventura, publicado en 1987 por Durell Software para varios ordenadores de 8 bits y PC. Fue programado por Clive Townsend. 

## Argumento
La protagonista es una mujer ninja debe entrar en un complejo militar, alterar el rumbo de un misil balístico y escapar con vida.

## Desarrollo
El jugador debe moverse a través de las habitaciones que componen el complejo, dividido en secciones como túneles subterráneos, cavernas, oficinas y armería. Las instalaciones se encuentran en lo alto de una montaña, formando tres estructuras. El silo del misil se encuentra a la derecha, la zona central es la mayor y está en construcción, mientras que la izquierda es la menor, una armería, todas ellas sobre un entramado de túneles. El único camino para escapar es un largo túnel en el extremo inferior izquierdo del complejo.
Saboteur II tiene un sistema de selección de dificultad, que desbloquea misiones a medida que se concluye la anterior. El objetivo de cada misión es diferente en cada una de las nueve disponibles.

## Secuela
El juego es la secuela de un juego previo de similares características, llamado Saboteur! y lanzado en 1985.